# Pierluigi Angeli
Pierluigi Angeli (Dro, 14 marzo 1938) è un politico italiano.
È stato presidente della Regione Trentino-Alto Adige (1984 - 1985) e della Provincia di Trento (1985 - 1989) per la Democrazia Cristiana

## Biografia
Si è laureato in giurisprudenza all'Università di Parma.
È stato membro del Consiglio della Provincia autonoma di Trento e della Regione Trentino-Alto Adige dal 1968 al 1992 (VI-X legislatura), e Assessore regionale al Turismo e Commercio dal 1969 al 1971. Dal 1973 al 1978 è stato Assessore all'agricoltura e alla cooperazione, poi, fino al 1983 è stato Assessore provinciale a Lavori Pubblici, Urbanistica, Enti Locali e Edilizia. Nel biennio 1984/1985 è stato presidente del Trentino-Alto Adige, poi, dal 1985 al 1989 della Provincia autonoma di Trento. Dal 1988 al 1992 è stato Presidente del Consiglio Provinciale.
È vicepresidente dell'Aeroporto di Verona-Villafranca dal 2004.
È presidente  di Federconsumo.